# Владимир Маслаченко
Владимир Маслаченко (на руски: Владимир Маслаченко) е съветски футболист и спортен коментатор.

## Кариера
Маслаченко започва да играе футбол през 1952 г. в Спартак Кривой Рог. През 1953 г. е привлечен в Металург Днепропетровск. През 1956 г. се премества в Локомотив Москва. През 1957 г., като част от Локомотив, печели Купата на СССР. През 1962 г. Владимир Маслаченко заиграва за Спартак Москва. От 1966 г. той е капитан на Спартак.
През годините Маслаченко записва 315 мача в националния шампионат, в това число 196 за Спартак. Печели титлата на СССР (1962), три пъти сребърните медали (1959, 1963, 1968).
През 1957 г. е включен в отбора на СССР за Световното първенство през 1958 г. и в квалификационните кръгове на световното първенство през 1962 г. Той е част и от състава за Европейското първенство 1960 г., когато съветският отбор печели турнира.
Почетен майстор на спорта на СССР (1969 г.).
През 1972-1973 г. работи като координатор на националния отбор и няколко футболни клуба в Република Чад. От 1970 г. до смъртта си през 2010 г. работи като спортен коментатор в телевизията и радиото.

## Отличия

### Отборни
Спартак Москва
- Съветска Висша лига: 1962
- Купа на СССР по футбол: 1963, 1965

Локомотив Москва
- Купа на СССР по футбол: 1957

### Международни
СССР
- Европейско първенство по футбол: 1960